# Jack Hobbs
Jack Hobbs (Portsmouth, Inglaterra, 18 de agosto de 1988) es un exfutbolista inglés que jugaba de defensa.

## Selección nacional
Fue internacional con la selección de fútbol sub-19 de Inglaterra.

## Clubes
| Club                    | País       | Año       |
| ----------------------- | ---------- | --------- |
| Lincoln City F. C.      | Inglaterra | 2005      |
| Liverpool F. C.         | Inglaterra | 2005-2008 |
| Scunthorpe United F. C. | Inglaterra | 2008      |
| Leicester City F. C.    | Inglaterra | 2008-2011 |
| Hull City A. F. C.      | Inglaterra | 2011-2013 |
| Nottingham Forest F. C. | Inglaterra | 2013-2018 |
| Bolton Wanderers F. C.  | Inglaterra | 2018-2020 |

## Palmarés

### Títulos nacionales
| Título              | Club                 | País       | Año  |
| ------------------- | -------------------- | ---------- | ---- |
| Football League One | Leicester City F. C. | Inglaterra | 2009 |